# ヒュー・ボートン
ヒュー・ボートン（Hugh Borton, 1903年5月14日 - 1995年8月6日）は、アメリカ合衆国の歴史家。日本史を専門とし、1957年から1967年までハヴァフォード大学学長を務めた。

## 生い立ち
1903年、ニュージャージー州ムーアズタウンにて、敬虔なクエーカーの家庭に誕生。父親はチャールズ・ウォルター・ボートン (Charles Walter Borton, 1867-1959)、母親はサラ・キャドバリー・カーター (Sarah Codbury Carter, 1865-1930) であった。クエーカー教徒の学校で育ち、ペンシルベニア州のウェストタウン・スクールを卒業。1926年にハヴァフォード大学を卒業。1926年9月1日にエリザベス・ディーン・ウィルバー (Elizabeth Dean Wilbur) と結婚し、1男1女をもうけた。夫妻はアメリカ・フレンズ奉仕団の活動を目指し、テネシー州のグレート・スモーキー山脈山麓の小さな学校で教職に就いた。1926年から1928年まで、夫妻は奉仕団の作業支援のため、日本の東京に滞在した。ボートンは日本で3年を過ごし、その後の彼の日本研究の基礎を作った。ボートンは駐日イギリス領事館の参事官ジョージ・サンソムの下で指導を受けた後、1931年にアメリカに帰国。
1932年にコロンビア大学で歴史学の修士号を取得。続いてオランダのライデン大学でJ・J・L・ドイフェンダック教授およびヨハネス・ラーダー教授の下で中国学および東洋学を研究。
1933年から1936年までコロンビア大学講師。1935年から1936年まで東京帝国大学に在籍。1937年にフローニンゲン大学で博士号取得。1937年から1941年までコロンビア大学准教授。1938年に太平洋問題調査会調査員。1942年に陸軍省軍政大学講師。

## 国務省
1942年から1948年まで国務省に在籍。1942年10月19日より地域部長補佐。1944年7月1日より国別専門官。1945年11月13日より日本部長補佐代理。1946年2月11日より日本部長補佐。1946年3月15日より日本部長代理。1946年11月3日より日本部長。1947年2月15日より北東アジア部長。1947年10月6日より極東部長特別補佐官。
国務省では日本国との平和条約の準備に関与し、第二次世界大戦後期には国務・陸軍・海軍調整委員会にて日本の天皇の地位に関する検討を行った。ボートンは1943年に昭和天皇の地位保全を覚書にて勧告したが、この勧告は概ね変更されることなく連合国軍最高司令官ダグラス・マッカーサーにより立案・実施された

## 晩年
1957年から1967年までハヴァフォード大学学長。1967年から1991年までコロンビア大学の東アジア研究所で上級研究員。1995年、マサチューセッツ州コンウェイの自宅において死去。

## 著作物
- Peasant Uprising in Japan (1938)
- Japan's Modern Century From Perry to 1970 (1956)
- Spanning Japan's modern century : the memoirs of Hugh Borton (2002)
  - 『戦後日本の設計者――ボートン回想録』（五味俊樹訳、朝日新聞社, 1998年）